# Club Destroyers
Club Destroyers – boliwijski klub piłkarski z siedzibą w mieście Santa Cruz.

## Osiągnięcia
- Mistrz drugiej ligi boliwijskiej (Segunda división boliviana): 2004

## Historia
Destroyers założony został 14 września 1948 roku i gra obecnie w pierwszej lidze boliwijskiej.

### Piłkarze w historii klubu
- Marco Etcheverry
- Ronald Raldes
- Erwin Sánchez